# 단국대학교부속소프트웨어고등학교
단국대학교부속소프트웨어고등학교(檀國大學校學附屬소프트웨어高等學校, Dankook University Software High School)는 대한민국 서울특별시 강남구 대치동에 있는 사립 고등학교이다.

## 학교 연혁
- 1941년 5월 25일 : 서울특별시 성동구 신당동 52의 7에서 조선공업기술학원으로 창립
- 1945년 2월 14일 : 재단법인 앵공업학교로 승격
- 1945년 8월 15일 : 교명을 조선공업학교로 개명. 기계과, 토목과, 전기과 설치. 유지옥 교장 취임
- 1947년 2월 8일 : 재단법인 백남학원 구성, 교명 백남공업중학교로 변경
- 1948년 10월 20일 : 재단법인 단국대학에서 운영권 인수
- 1950년 6월 1일 : 백남중학교와 백남공업고등학교로 학제 변경
- 1950년 6월 25일 : 6.25사변으로 일시 휴교
- 1950년 10월 1일 : 9.28 수복으로 개교, 제4대 이종흡 교장 취임
- 1952년 6월 17일 : 부산 단국대학 가교사에서 개교, 제5대 장병준 교장 취임
- 1958년 11월 12일 : 재단법인 백남학원을 단국대학에 병합 인가
- 1959년 7월 27일 : 단국공업고등학교로 교명변경
- 1959년 9월 9일 : 서울특별시 성동구 신당동 282-10로 교사 이전
- 1962년 7월 7일 : 용산구 한남동 산8번지로 교사 이전
- 1982년 8월 25일 :  강남구 대치1동 1013번지로 교사 이전
- 2020년 3월 1일 : 교명을 단국공업고등학교에서 단국대학교부속소프트웨어고등학교로 변경 인가
- 2020년 3월 1일 : 조명제어과, 조명디스플레이과, 조명신소재과를 폐지하고 인공지능소프트웨어과, 사물인터넷소프트웨어과, 게임콘텐츠과를 인가
- 2021년 3월 1일 : 제21대 오장원 교장 취임
- 2024년 2월 1일 : 제22대 배철호 교장 취임

## 설치 학과
- 게임콘텐츠과
- 인공지능소프트웨어과
- 사물인터넷소프트웨어과

## 참고 문헌
- 단국대학교부속소프트웨어고등학교 - 한국교육학술정보원 학교알리미

## 같이 보기
- 단국공업고등학교 축구단